# Папе, Генрих Эдуард фон
Генрих Эдуард фон Папе (нем. Heinrich Eduard von Pape; 13 сентября 1816, Брилон — 10 сентября 1888, Берлин) — германский юрист, учёный-правовед.

## Биография
Родился в семье брилонского магистрата; вырос в родном городе, там же окончил прогимназию. Затем учился в Петринумской гимназии в Брилоне и, с 1831 года, В Петринумской гимназии в Реклингаузене, получив там же в 1833 году аттестат зрелости. В 1833—1836 годах изучал право в Рейнском университете Фридриха-Вильгельма и университете Фридриха-Вильгельма. С 1837 года служил аускуларием в прусской судебной системе. В 1843 году с отличием сдал экзамен на звание асессора, после работал помощником судьи в Высшем земельном суде, а с 1850 года — окружным судьёй и заседателем в Морском и Коммерческом суде в Штеттине, с 1856 года — в Апелляционном суде в Кёнигсберге. С 1858 по 1861 год участвовал в разработке Торгового кодекса Пруссии, в 1859 году получил ранг тайного советника юстиции. С 1861 по 1864 год работал государственным экспертом по гражданскому праву, в 1867 году стал тайным обер-советником юстиции и представителем Пруссии в Северогерманском союзе по таможенным вопросам, участвовал в разработке общегерманского Гражданско-процессуального кодекса. В 1869 году возглавил Земельный и Высший Торговый суд в Лейпциге. Когда в 1879 году этот суд был объединён с Верховным, ему предложили звание сенат-президента в министерстве юстиции, от которого он отказался. С 1874 года был назначен Отто фон Бисмарком президентом комиссии по разработке Гражданского кодекса Германской империи. С 1879 года был почётным доктором Лейпцигского университета и почётным гражданином Лейпцига, с 1887 года — почётным гражданином Брилона.